# ماريا بيلار فرنانديز
ماريا بيلار فرنانديز (بالإسبانية: Maria Pilar Fernandez)‏ هي لاعبة رماية إسبانية، ولدت في 28 ديسمبر 1962 في مدريد في إسبانيا.

## وصلات خارجية
- ماريا بيلار فرنانديز على موقع أوليمبيديا (الإنجليزية)